# ユッカ・ライタラ
ユッカ・ライタラ（Jukka Raitala、1988年9月15日 - ）は、フィンランド出身の同国代表サッカー選手。IFグニスタン所属。ポジションはDF。

## クラブ経歴
HJKヘルシンキのユースチームを経て、18歳だった2007年にプロデビュー。
2009年8月31日、TSG1899ホッフェンハイムにレンタル移籍。2010年4月1日、ホッフェンハイムに完全移籍し4年契約を結んだ。
2010年8月31日、2.ブンデスリーガのSCパーダーボルン07にレンタル移籍。
2011年7月28日、スペインのCAオサスナにレンタル移籍。
2012年6月6日、エールディヴィジのSCヘーレンフェーンと4年契約を結んだ。
2015年2月、ヘーレンフェーンとの契約を解除し、デンマークのFCベストシェランに加入。2015年夏、オールボーBKに加入。
2016年11月23日、2017年シーズンよりメジャーリーグサッカーのコロンバス・クルーに加入することが発表された。
2017年12月12日、MLSエクスパンションドラフトでロサンゼルスFCに指名された。直後、ローラン・シマンとのトレードでチームメイトのラヒーム・エドワーズと共にモントリオール・インパクトに移籍。
2021年1月28日、ミネソタ・ユナイテッドFCに移籍。
2021年12月11日、 HJKヘルシンキに復帰した。
2023年12月11日、IFグニスタンに移籍した。

## 代表歴
2009年2月4日、東京で開催されたサッカー日本代表との親善試合（キリンチャレンジカップ）でフィンランド代表デビュー。

## タイトル

### クラブ
HJKヘルシンキ
- フィンランド・カップ: 2008
- ヴェイッカウスリーガ: 2009

モントリオール・インパクト
- カナディアン・チャンピオンシップ: 2019[9]